# VI Batalion Kolejowy
VI Batalion Kolejowy (VI bkol) – oddział Wojsk Kolejowych Armii Wielkopolskiej i Wojska Polskiego w II Rzeczypospolitej.

## Historia batalionu
31 maja 1919 roku głównodowodzący Sił Zbrojnych w byłym zaborze pruskim, generał piechoty Józef Dowbor-Muśnicki przydzielił porucznika inżyniera Tadeusza Ruge z Komendy Liniowej do II Batalionu Saperów Wielkopolskich na Wildzie celem „sformowania oddziału kolejowego”. 2 czerwca generał Józef Dowbor-Muśnicki polecił niezwłocznie kierować do II baonu na Wildzie „wszystkich żołnierzy-kolejarzy lub obeznanych ze służbą kolejową”. 7 czerwca głównodowodzący polecił Inspektorowi Wojsk Technicznych „sformowanie batalionu kolejowego. Jako kadrę sformować natychmiast oddzielną kompanię kolejową przy II batalionie saperów. Dowódcą oddzielnej kompanii kolejowej naznaczam por. Tadeusza Ruge z II batalionu saperów. Służbę liczyć od 1 czerwca 1919 roku”. 12 czerwca z Komendy Etapu w Gnieźnie do kompanii kolejowej został przeniesiony podporucznik Józef Gomolewski. 17 czerwca generał Dowbor-Muśnicki rozkazał „kadrową kompanię kolejową przy II batalionie saperów rozwinąć w samodzielny batalion kolejowy podlegający Inspektorowi Wojsk Technicznych”. Dowódcą batalionu został mianowany porucznik Ruge.
Cel tworzenia baonu był taki, aby stłumić w razie potrzeby strajk kolejowy, grożący ze strony urzędników niemieckich, pozostałych w Wielkopolsce.  Następnie miała naprawiać  uszkodzone  linie kolejowe i mosty  na froncie Wielkopolskim.  
15 czerwca 1919 roku oddział liczył około 500 szeregowców, zorganizowanych w trzy kompanie. Z uwagi na brak wystarczającej liczby oficerów ich funkcje przejęli podoficerowie. W lipcu 1919 roku baon rozpoczął szkolenie w zakresie służby wodnej, budowy kolei, mostów drewnianych, pilotowaniu, ustawianiu kafarów żelaznych i drewnianych. W sierpniu 1919 roku została utworzona czwarta kompania. Dzięki staraniom dowódcy batalionu we wrześniu 1919 roku batalion otrzymał jeden kompletny most systemu Roth-Wagnera i rozpoczął szkolenie w budowie składanych żelaznych mostów oraz wysłał żołnierzy na dalsze przeszkolenie do Jabłonny i Lwowa.
Z dniem 1 stycznia 1920 roku, w następstwie zjednoczenia Armii Wielkopolskiej z Armią Krajową, I Batalion Kolejowy został przemianowany na VI Batalion Kolejowy, a w chodzące w jego skład kompanie otrzymały kolejne numery 21-24. Pod względem ewidencyjnym VI baon został przydzielony do Kadry Wojsk Kolejowych Nr 3 w Łodzi.
W 1920 roku została utworzona piąta kompania. 3 stycznia 1920 roku 1 kompania została skierowana do dyspozycji Dowództwa Frontu Litewsko-Białoruskiego. 17 stycznia 1920 roku pozostałe kompanie zostały skierowane na Pomorze, gdzie pełniły służbę na czołowych odcinkach linii kolejowej Kcynia–Szubin-Bydgoszcz. 23 lutego 1920 roku dowództwo batalionu z 3 kompanią wyjechało na teren operacyjny Frontu Podolskiego. Początkowo pozostawało w dyspozycji dowództwa frontu, a następnie zostało przydzielone do dyspozycji 2 Armii. W kwietniu 1920 roku, przed wyprawą kijowską, zostało oddane do dyspozycji 3 Armii. 24 kwietnia 1920 roku batalion wyjechał z Sarn kierując się na wschód. 8 maja 1920 roku batalion dotarł do Kijowa. Pełnił służbę na linii kolejowej Kijów-Browary, naprawiał mosty kolejowe na Dnieprze i kierował ruchem na stacji Kijów. W czasie odwrotu batalion ewakuował kijowski węzeł kolejowy, zabierając wagony szerokotorowe i parowozy oraz zniszczył ważne mosty kolejowe na Dnieprze, Słuczy i Horyniu. 2 sierpnia 1920 roku batalion został podporządkowany 5 Armii, a dowódca batalionu pełnił funkcję szefa kolejnictwa tego związku operacyjnego. W czasie swej bytności w 5 armii, ewakuuje batalion  linię kolejową Mlawa-Modlin, Mława-Działdowo, Brodnica i przez 4 dni z braku piechoty na tym odcinku dzielnie broni Mławy, tracąc w tych walkach 1 oficera i 15 szereg. W czasie kontrofensywy batalion  uruchamia  linie kolejową  Brodnica -Mława-Modlin i odbudowuje uszkodzony most kolejowy  na rzece Działdowka pod Działdowem.  Następnie  naprawia i uruchamia linie wąskotorowe Nasielsk- Lerpe -Lubicz. Po likwidacji 5 Armii batalion został podporządkowany 6 Armii, w ramach której wykonał szereg prac budowlanych między innymi: przekucie linii kolejowej Krasne-Złoczów-Tarnopol-Brzeżany, zbudowanie mostów przez Dniestr pod Chodorowem, przez Gniłą Lipę pod Rohatynem, przez Seret pod Tarnopolem. Cały szereg pochwał wojskowych i władz  kolejowych za prace na froncie świadczą o wielkiej wartości tegoż batalionu. Pod koniec listopada 1921 roku batalion wrócił do Poznania i został wcielony do 3 Pułku Wojsk Kolejowych.
Na podstawie rozkazu Ministra Spraw Wojskowych Departament VI L. 2224/24 tj. z 13 sierpnia 1924 roku 3 Pułk Wojsk Kolejowych został zlikwidowany z dniem 1 października 1924 roku. Żołnierze i sprzęt VI Batalionu Kolejowego został przekazany do 1 Pułku Wojsk Kolejowych w Krakowie i 2 Pułku Wojsk Kolejowych w Jabłonnie.

## Kadra batalionu
Dowódca batalionu
- por. / mjr inż. Tadeusz Ruge (od 17 VI 1919)
- mjr inż. Kazimierz Stroka → zastępca dowódcy 1 Pułku Kolejowego
- kpt. Adam Pinkas
- kpt. Jerzy Izydor Robert Paleolog[7] (p.o. 1923)

Zastępca dowódcy batalionu
- kpt. Jan Piotr Śliwa (p.o. 1923[8])

Adiutant  batalionu
- sierż. / por. Jerzy Krzemiński[9]
- por. K. Laskowski

Dowódcy 1 kompanii
- sierż. sztab. / por. Tomasz Elsner
- kpt. Filipowski
- por. C. Ułaszyn

Dowódcy 2 kompanii
- sierż. / ppor. Bolesław Zimny[10]
- kpt. Julian Jerzy Fischer-Drauenegg

Dowódcy 3 kompanii
- sierż. Wojciech Janaszak

- kpt. Adam Józef Lisiewicz
- por. L. Sączewski
- por. Tadeusz Kuphal

Oficerowie:
- por. Marceli Aleksander Remiszewski
- ppor. Józef Gomolewski[11] (12 VI - 30 VI 1919 → Komenda Liniowa)
- ppor. / por. Józef Iwicki[12] z byłej armii niemieckiej (od 17 VI 1919)
- ppor. / por. Bronisław Bukowski z byłej armii niemieckiej (od 17 VI 1919)
- ppor. Juliusz Paszkiewicz[13] z byłej armii rosyjskiej (od 14 VII 1919)
- ppor. Mielcarek (od 30 VII 1919)
- ppor. Wilhelm Göttel[14] (od 4 XI 1919)
- ppor. Tadeusz Schrott[15] (od 4 XI 1919)
- ppor. Walerian Władysław Zieleziński[16], były podoficer armii niemieckiej (od 8 XI 1919)
- ppor. Władysław Wichtowski[a] (od 8 XI 1919)
- ppor. Franciszek Preiss[17], były podoficer armii niemieckiej (od 8 XI 1919)